# Request for Comments
En Request for Comments, RFC, är i allmän betydelse ett dokument som beskriver en föreslagen standard som man önskar att få kommentarer på. Så gott som alltid avses dock med RFC något dokument i serien som Internet Engineering Task Force publicerat, som beskriver de standarder som Internet bygger på. 
Den första RFC:n kom ut 1969 och gällde Arpanet, föregångaren till Internet. Den skrevs av Steve Crocker som en sammanfattning av ett möte mellan några som kallade sig The Network Working Group. För att inte stöta sig med dem som bestämde formulerade sig Crocker ödmjukt och inbjöd till diskussion om förbättringar av nätet. Egentligen var det inte någon som riktigt bestämde, då utvecklingen inte längre drevs av ARPA, BBN och andra utan låg i knät på universitetens något oorganiserade värld. Därför blev detta dokument det som standardiserade nätverkstekniken. Jonathan Postel skötte sedan RFC:erna under många år tills han avled 1998. 
Endast en mindre del av RFC:na är gällande standarder. Vad som avses bli en standard publiceras först i experimentella versioner och en del RFC:n beskriver god praxis eller ger annan information, men också sådana RFC:n kommer ofta att utforma en defacto-standard. 
Det är tradition att till första april skriva en mindre seriös RFC. Oftast driver dessa med någon aspekt av verkligheten på Internet eller av hur standarder skrivs. Vissa av RFC:na har implementerats, såsom:
- RFC 1149 (1990): IP över brevduvelänk, implementerad av en Linux-användargrupp i Norge; uppdaterad i RFC 2549 (1999)
- RFC 2324 (1998): kaffebryggare styrda över Internet, implementerad i Emacs
- RFC 5514 (2009): IPv6 över sociala nätverk; implementerat av en grupp på Facebook

### Kända RFC:er
- RFC822 – E-post
- RFC1945 – HTTP (överföring av webbsidor)
- RFC1459 – IRC (chattprotokoll)